# Krotějov
Krotějov je malá vesnice, část města Strážov v okrese Klatovy v Plzeňském kraji. Nachází se asi 2,5 kilometru jihozápadně od Strážova. Krotějov je také název katastrálního území o rozloze 5,48 km². V katastrálním území Krotějov leží i Splž.

## Historie
První písemná zmínka o vesnici pochází z roku 1380.

## Obyvatelstvo
| Rok            | 1869 | 1880 | 1890 | 1900 | 1910 | 1921 | 1930 | 1950 | 1961 | 1970 | 1980 | 1991 | 2001 | 2011 | 2021 |
| -------------- | ---- | ---- | ---- | ---- | ---- | ---- | ---- | ---- | ---- | ---- | ---- | ---- | ---- | ---- | ---- |
| Počet obyvatel | 158  | 147  | 160  | 169  | 160  | 172  | 153  | 92   | 92   | 64   | 37   | 19   | 18   | 26   | 26   |
| Počet domů     | 23   | 23   | 24   | 24   | 24   | 26   | 28   | 30   | 40   | 22   | 16   | 19   | 21   | 21   | 21   |

## Obecní správa
Při sčítání lidu v letech 1850–1879 Krotějov byl osadou obce Děpoltice v okrese Klatovy. V letech 1880–1963 byl samostatnou obcí v okrese Klatovy. Od roku 1964 je částí města Strážov v okrese Klatovy. V letech 1880–1963 k obci patřila Splž.

## Další fotografie

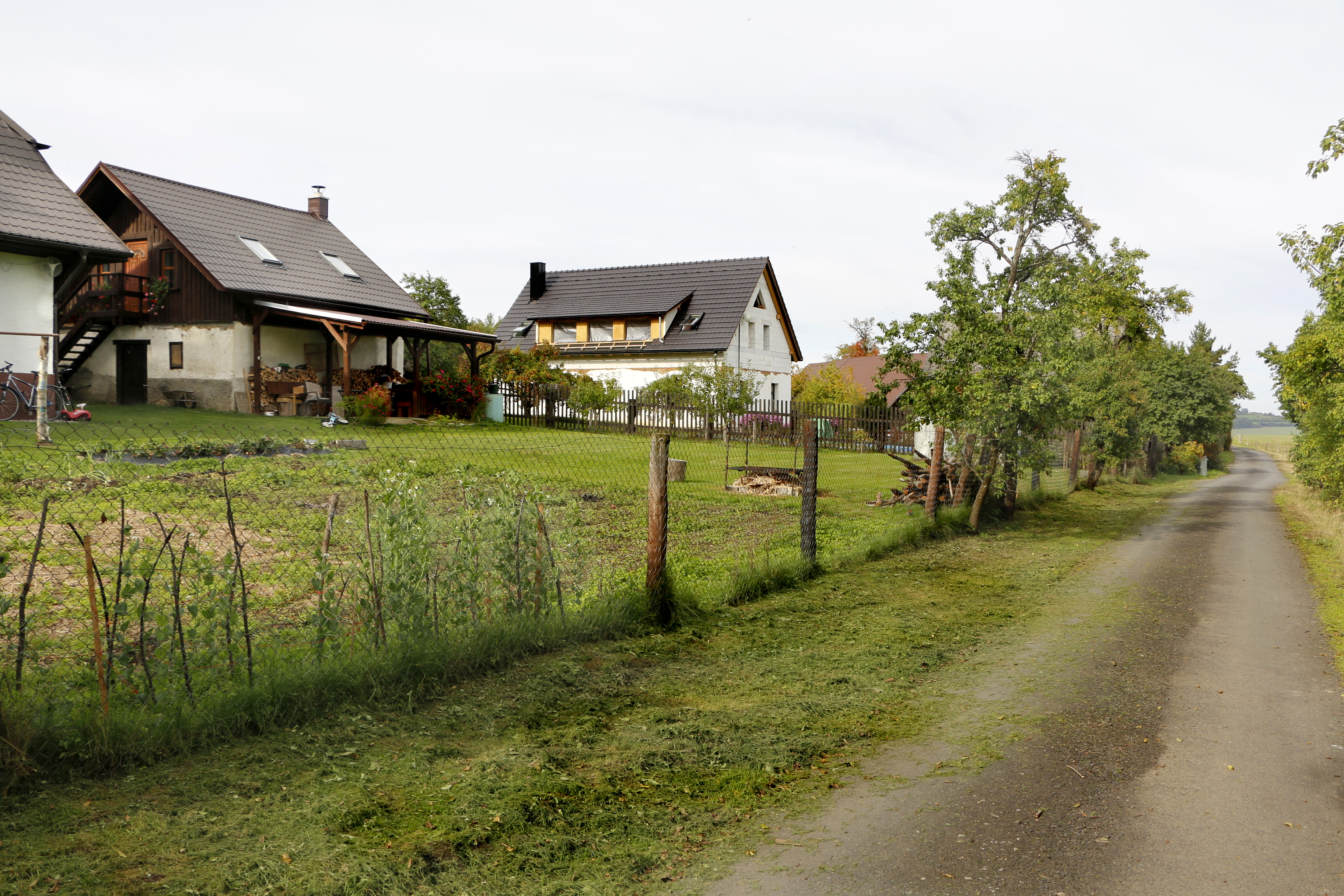
Východní část vsi
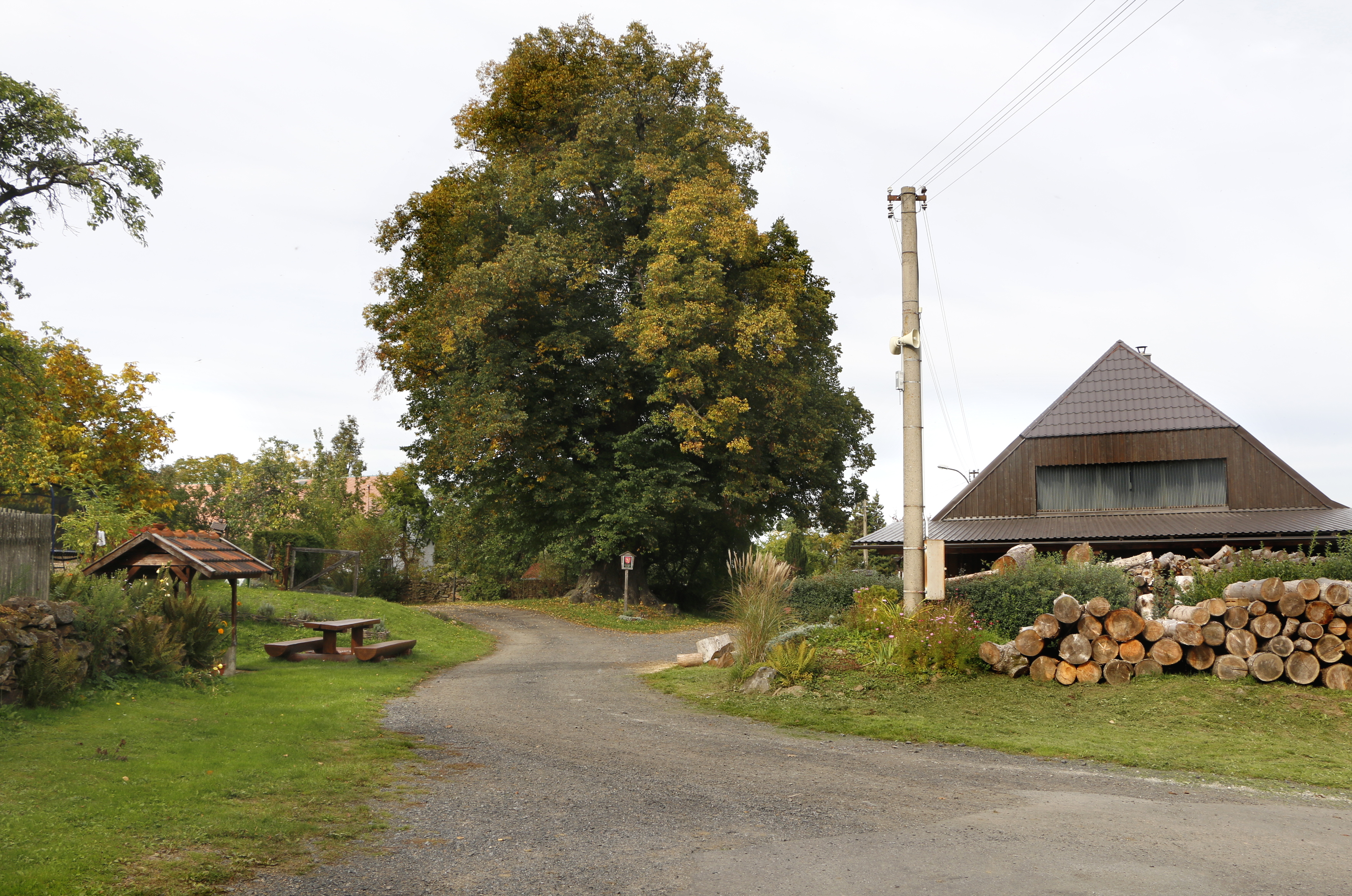
Náves s památnou lípou
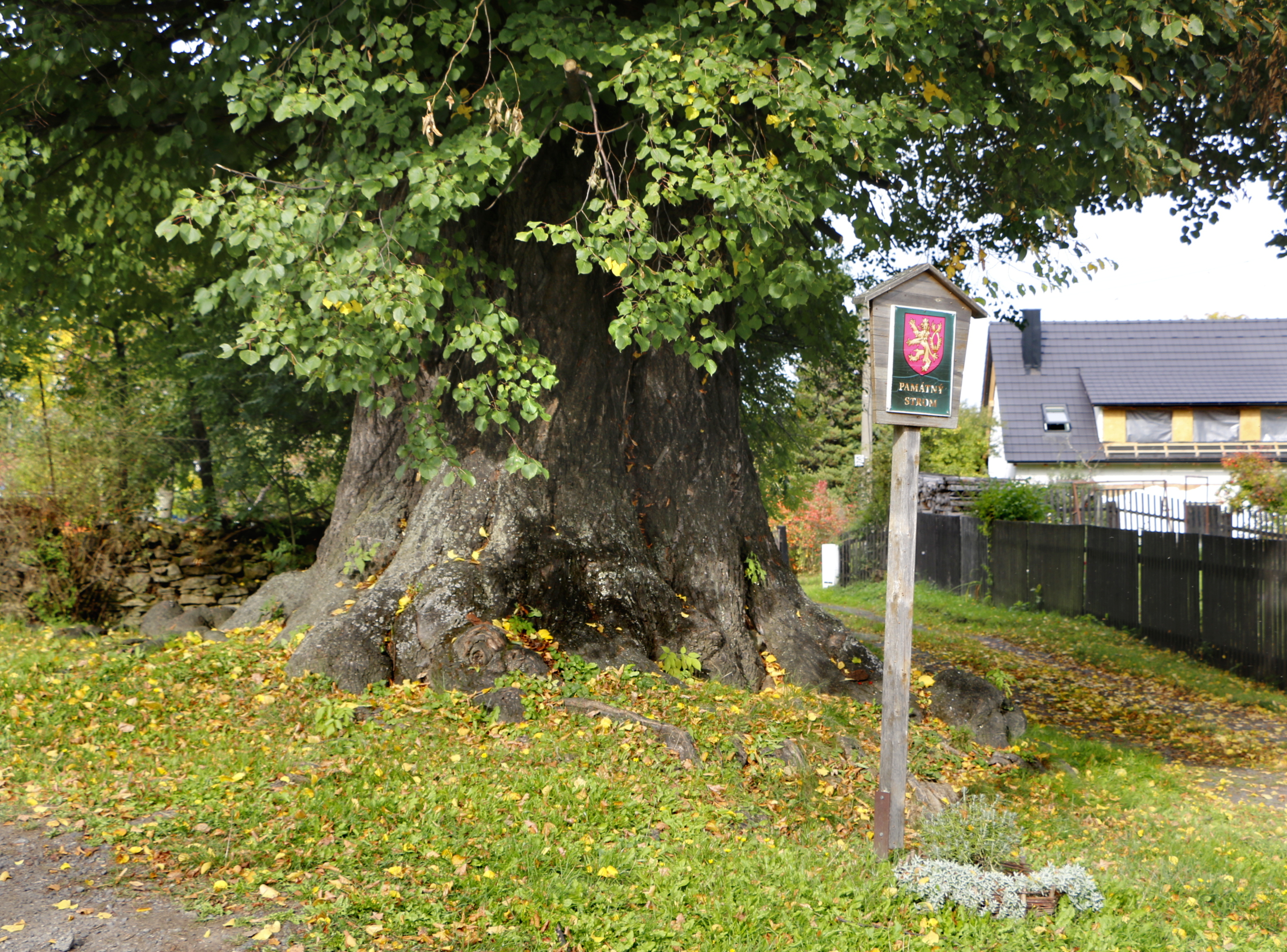
Kmen lípy